# Stefan Berger (Politiker, 1986)
Stefan Berger (* 4. Oktober 1986 in Tamsweg) ist ein österreichischer Politiker der Freiheitlichen Partei Österreichs (FPÖ). Von November 2015 bis Juni 2025 war er Abgeordneter zum Wiener Landtag und Mitglied des Wiener Gemeinderates, seit dem 10. Juni 2025 ist er nicht amtsführender Stadtrat im Stadtsenat Ludwig III.

## Leben

### Ausbildung
Stefan Berger besuchte nach Volks- und Realschule ab 2001 das Militärrealgymnasium in Wiener Neustadt, wo er 2005 maturierte. Nach dem Präsenzdienst als Einjährig-Freiwilliger folgte ein militärischer Auslandseinsatz. 2008 begann er ein Studium der Rechtswissenschaften. Berger ist Alter Herr der Akademischen Burschenschaft Aldania Wien. Außerdem war er Alter Herr der pennalen Burschenschaft Germania zu Wiener Neustadt, nach Bekanntwerden eines rassistischen und antisemitischen Liedtextes Anfang 2018 verließ er die Schülerverbindung.

### Politik
Stefan Berger war von 2006 bis 2015 Mitglied des Bundesvorstandes des Rings Freiheitlicher Jugend Österreich (RFJ), dessen stellvertretender Bundesobmann er von 2012 bis 2015 war. Von 2010 bis 2015 gehörte er als Bezirksrat der Bezirksvertretung in Wien-Favoriten an, von 2013 bis 2015 war er dort auch Klubobmann, seit 2010 ist er Mitglied der Bezirksparteileitung. Seit 2012 ist er außerdem Mitglied der Landesleitung der Wiener FPÖ, seit 2014 Bezirksparteiobmann der FPÖ Favoriten.
Am 24. November 2015 wurde er am Beginn der 20. Wahlperiode als Abgeordneter zum Wiener Landtag und Gemeinderat angelobt, wo er Mitglied im Unvereinbarkeitsausschuss, im Gemeinderatsausschuss für Kultur, Wissenschaft und Sport, im Ausschuss für Petitionen und BürgerInneninitiativen und im Ausschuss für Wohnen, Wohnbau und Stadterneuerung ist. Bei der Landtags- und Gemeinderatswahl in Wien 2020 kandidierte er auf dem achten Listenplatz der FPÖ-Landesliste und erhielt ein Mandat.
Nach der  Landtags- und Gemeinderatswahl in Wien 2025 wurde er von der Wiener FPÖ als nicht amtsführender Stadtrat im Stadtsenat Ludwig III nominiert.